# Rhacophorus chenfui
Espèce
Synonymes
- Polypedates chenfui (Liu, 1945)

Statut de conservation UICN

 LC : Préoccupation mineure
Rhacophorus chenfui est une espèce d'amphibiens de la famille des Rhacophoridae.

## Répartition et habitat
Cette espèce est endémique de Chine. Elle se rencontre dans les provinces du Fujian, du Guizhou, du Hubei et du Sichuan. On la trouve entre 700 et 1 300 m d'altitude.
Elle vit dans les cours d'eau, mares et rizières.

## Étymologie
Cette espèce est nommée en l'honneur de Wu Chen-fu.

## Publication originale
- Liu, 1945 : New frogs from West China. The Journal of the West China Border Research Society, sér. B, vol. 15, p. 28-42.